# Sitona striatellus
Espèce
Sitona striatellus (autrefois Sitona tibialis Herbst) est une espèce d'insectes coléoptères, un petit charançon de la tribu des Sitonini rangée dans la sous-famille des Entiminae que l'on rencontre en Europe, de la Scandinavie, jusqu'aux portes de l'Asie mineure. Cette espèce mesure de 3 à 5 millimètres de longueur. Cette espèce qui, comme l'indique le nom de son genre, s'attaque au blé, semble avoir été éradiquée d'Ukraine et de Russie centrale.

## Synonymes
- Curculio tibialis Herbst 1795 (de l'ancien genre Curculio)
- Sitones hispanicus Tournier 1876 (de l'ancien genre Sitones)